# Oreonetides kolymensis
Oreonetides kolymensis là một loài nhện trong họ Linyphiidae.
Loài này thuộc chi Oreonetides. Oreonetides kolymensis được Kirill Yuryevich Eskov miêu tả năm 1991.